# El río oscuro
El río oscuro es una novela del escritor argentino Alfredo Varela publicada por primera vez por la editorial Lautaro en 1943. El libro fue seguido para realizar la película Las aguas bajan turbias (1952) dirigida por Hugo del Carril. Se trata de una novela social sobre la explotación semiesclavista del trabajo de los mensúes en los yerbatales, en la región norte de la Mesopotamia argentina (Corrientes y Misiones).  

## Argumento

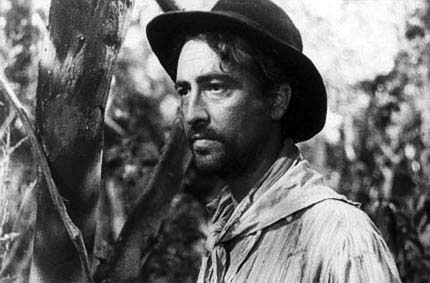
Hugo del Carril en la película Las aguas bajan turbias.

La novela superpone tres líneas narrativas. La línea central relata la situación de explotación laboral y la lucha del mensú Ramón. En la segunda otros personajes la selva omnipresente y las condiciones sociales inhumanas de los pobladores. La tercera línea narrativa, bajo el título "La conquista", relata la instalación de los jesuitas españoles en la región y su derrota por la selva. El final queda abierto por la creación de una incipiente organización sindical.
La novela intercala textos periodísticos de otros autores y recurre a la lengua guaraní y a los modismos propios de la región.

## Contexto
Alfredo Varela integró el Partido Comunista que a fines de la década de 1930 lo envió como corresponsal al territorio misionero (en ese entonces territorio nacional). Para ello recorrió la región durante varios meses acompañando al dirigente comunista del sindicato yerbatero Marcos Kanner, lo que le permitió conocer de cerca la situación y la lucha de los mensúes (trabajadores de los yerbatales). Con ese material Varela publicó varias notas en el periódico Orientación del PC, la revista Ahora y el diario Crítica. El río oscuro fue su única novela. Tuvo mucho éxito en las décadas de 1940 y 1950, traduciéndose a 15 idiomas en 16 países.

## Las aguas bajan turbias
En 1951 Hugo del Carril adaptó la novela, junto con Varela y el guionista Eduardo Borras, para realizar la película Las aguas bajan turbias, que se convirtió en un notable éxito:

Varela discutía sus puntos de vista, Borrás los de él, yo los míos. Y de esas discusiones surgió la adaptación de Las aguas bajan turbias, que no por apartarse a veces de los hechos que relata la novela, deja de tener el mismo contenido, la misma médula y refleja exactamente lo que Varela quiso decir.
Hugo del Carril

La película fue resultado de la conjunción de las ideas peronistas de Hugo del Carril y las ideas comunistas de Alfredo Varela, una conjunción inusual en el momento que se produjo, por el fuerte enfrentamiento mutuo que mantenían ambas corrientes, aunque años más adelante comunistas y peronistas actuarían juntos en varias oportunidades.